# Норштедт
Норштедт (нім. Norstedt) — громада в Німеччині, розташована в землі Шлезвіг-Гольштейн. Входить до складу району Північна Фризія. Складова частина об'єднання громад Фіель.
Площа — 13,5 км2. Населення становить 388 ос. (станом на 31 грудня 2020).